# Hongersdijk
Hongersdijk was een dorp op het voormalige Nederlandse eiland Wolphaartsdijk, provincie Zeeland. Het ging in feite om twee dorpen op verschillende locaties: het eerste dorp is in 1334 tijdens een stormvloed verdwenen, het tweede dorp verging in 1551.
De naam Hongersdijk zou een verbastering zijn van Omgorsdijk, oftewel een dijk die om gorsen is gelegd.

## Geschiedenis
Hongersdijk is gesticht op het oostelijke deel van het eiland Wolphaartsdijk, in het ambacht Oostkerke. Het dorp bestond in 1301 als parochie en werd in 1317 van dijken voorzien. Bij de Sint-Clemensvloed van 23 november 1334 overstroomde het ambacht Oostkerke en verdwenen polder en dorp Hongersdijk in de golven.

### Herbouw
Op 15 april 1370 verstrekte graaf Albrecht van Beieren het recht tot het herbedijken van het verloren gegane gebied. Een deel van de polder Hongersdijk werd weer teruggewonnen en kreeg de naam Oosterlandpolder. Het zogenaamde 'uitgors van Hongersdijk' kwam in bezit van Claes van Borssele van Brigdamme en zijn dochter Aleid liet in 1429 deze gors opnieuw van dijken voorzien. Ook werd een nieuw dorp Hongersdijk gesticht, maar westelijker dan het in 1334 vergane dorp.

### Ondergang
Tijdens een stormvloed op 14 januari 1551 gingen polder en dorp Hongersdijk opnieuw ten onder. Het dorp werd niet meer herbouwd. De restanten van de kerktoren zijn nog enige tijd zichtbaar gebleven in het schorrengebied, getuige een 17e-eeuwse kaart waarop de toren staat aangegeven.
In 1597 liet de Goese burgemeester Cornelis Gillissen Brouwer opnieuw een deel van de oude polder omdijken, waardoor de Oost-Nieuwlandpolder ontstond. In 1708 volgde de Oost-Bevelandpolder.

### Wilhelminapolder
De schorren van Hongersdijk, Goenje en Mosselbank werden in 1809 gekocht door een groep van 24 Rotterdamse kooplieden. Zij begonnen met de inpoldering van de schorren teneinde de polders nadien te verkopen. Dit bleek echter geen winst op te leveren door gekelderde grondprijzen en ze besloten daarom om het gebied zelf te gaan exploiteren met een eigen agrarische onderneming. Aanvankelijk werd de nieuwe polder Lodewijkspolder genoemd, naar Lodewijk Napoleon, maar na de terugkeer van Willem I in 1815 wijzigde de naam in Wilhelminapolder. Door de inpoldering groeiden Wolphaartsdijk en Zuid-Beveland aan elkaar en hield Wolphaartsdijk als eiland op te bestaan. De Koninklijke Maatschap de Wilhelminapolder nam de exploitatie van het gebied ter hand.

Er werden door de Maatschap zes boerderijen gebouwd. De eerste verrees in 1813 en kreeg de naam Hongersdijk, ter herinnering aan het verdronken dorp.

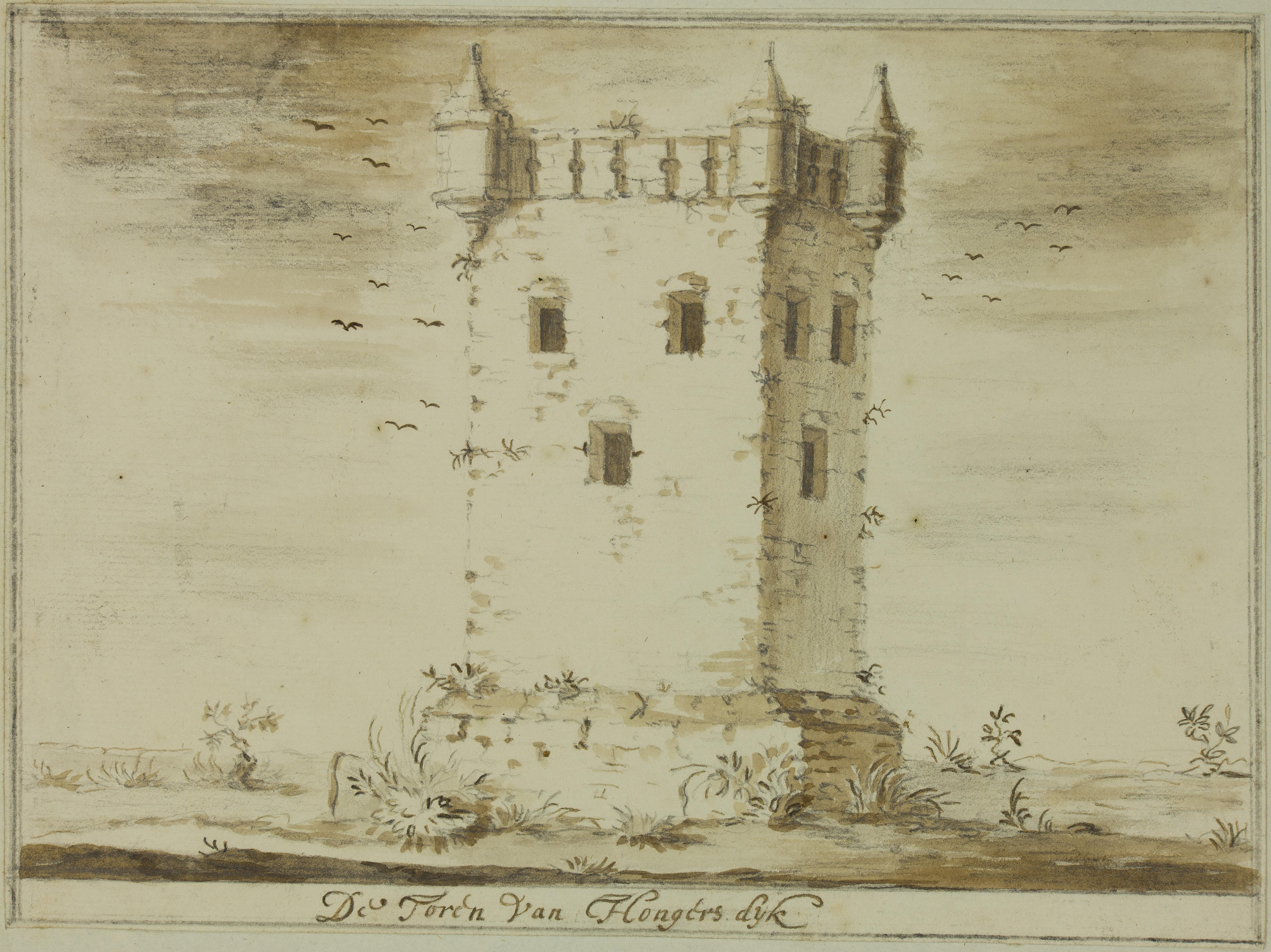
De toren van Hongersdijk, door Jacobus Stellingwerff

### Vondsten
In 1840 werd in de Wilhelminapolder een doodskist met resten van een skelet aangetroffen. In 1857 vond men in de nabijheid tijdens drainagewerkzaamheden de restanten van diverse huizen. Ook rondom de boerderij Hongersdijk zijn muurresten en grafzerken gevonden. Het zou in alle gevallen gaan om het tweede dorp Hongersdijk.

## Ligging van Hongersdijk
De locatie van de twee dorpen is niet exact vastgesteld. Het tweede dorp Hongersdijk kan ongeveer 750 meter ten oosten van het Katse Veer hebben gelegen, of in de buurt van de 19e-eeuwse boerderij Hongersdijk.

Het eerste dorp Hongersdijk lag meer naar het oosten, ongeveer op 1200 meter afstand van het Katse Veer, ten noorden van Wilhelminadorp.